# Powiat Uryū
Powiat Uryū (jap. 雨竜郡 Uryū-gun) – powiat w Japonii, w prefekturze Hokkaido, podzielony pomiędzy podprefektury Sorachi i Kamikawa. W 2024 roku liczył 12 559 mieszkańców.

## Miejscowości

### Podprefektura Kamikawa
- Horokanai

### Podprefektura Sorachi
- Chippubetsu
- Hokuryū
- Moseushi
- Numata
- Uryū